# Polizei (Israel)

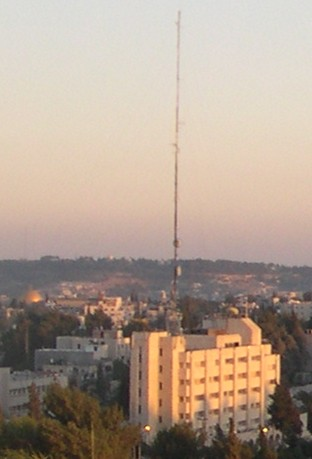
National Headquarters der israelischen Polizei in Jerusalem

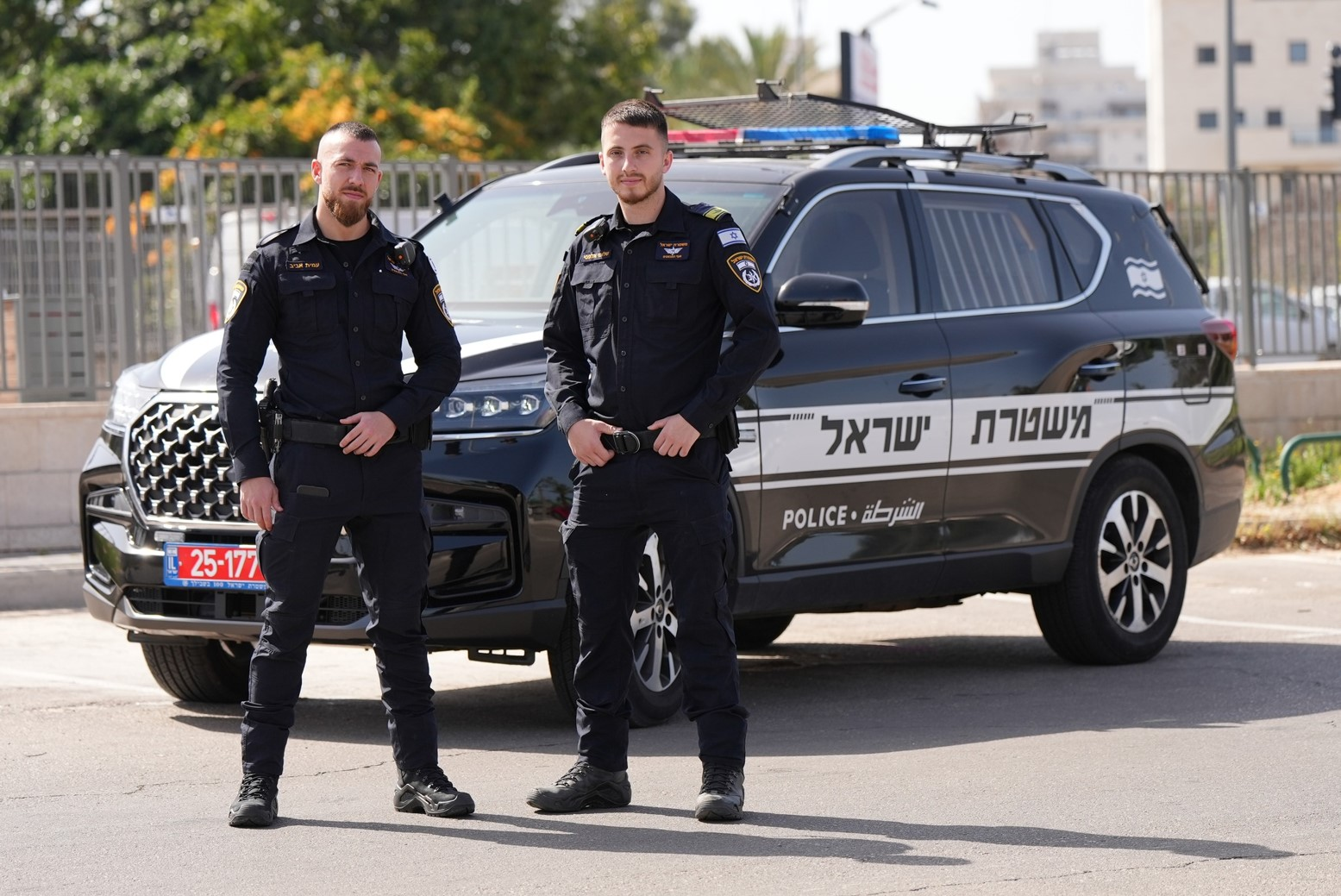
Israelische Polizisten vor einem Streifenwagen

Die Polizei Israels (hebräisch מִשְׁטֶרֶת יִשְׂרָאֵל Mischṭeret Jisra'el; arabisch شرطة إسرائيل, DMG Šurṭat Isrā'īl) ist eine polizeiliche Institution des Staates Israel.

## Aufgaben
Wie die Polizei in anderen Ländern auch, hat die israelische Polizei die Aufgabe, Verbrechen zu bekämpfen, den Behörden bei der Durchsetzung der Gesetze einschließlich der Verkehrsregeln zur Seite zu stehen, Hilfe bei Vorbeugungsmaßnahmen für die Sicherheit und den Schutz der Bevölkerung zu leisten und damit die Lebensqualität im Land zu wahren. Sie untersteht dem Ministerium für öffentliche Sicherheit Israels und wurde 1948 gegründet. Die Notruftelefonnummer ist 100.

## Organisation

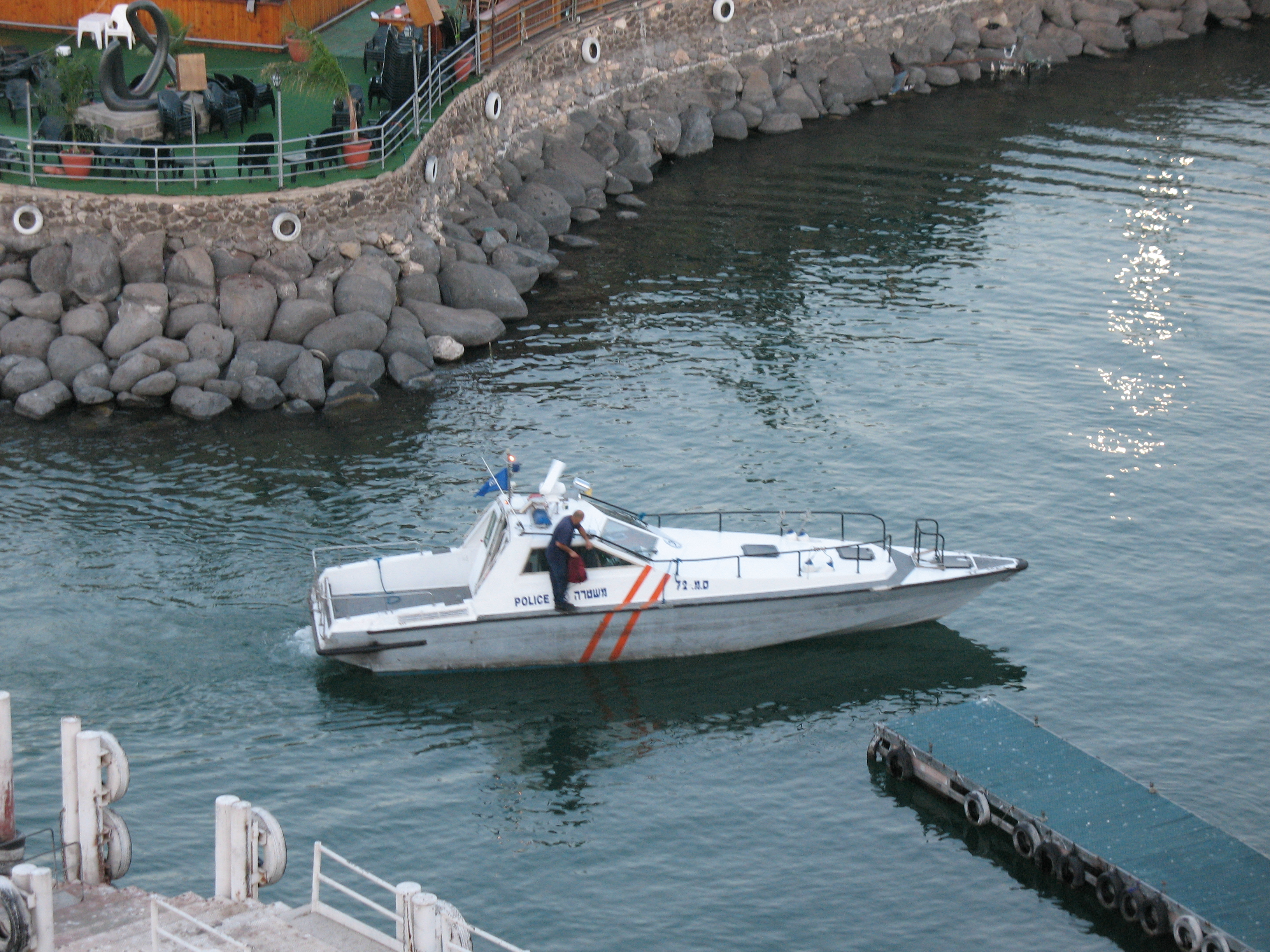
Polizeiboot auf dem See Genezareth

Die Polizei Israels beschäftigt rund 30.000 hauptamtliche Kräfte. Diese werden von 33.000 ehrenamtlichen Kräften unterstützt (Stand 2016). Zuvor hatten zeitweise mehr als 100.000 Ehrenamtliche bei der Polizei mitgearbeitet.
Die regionale Gliederung entspricht den sechs Bezirken Israels. Die funktionale Gliederung erfolgt entsprechend den Aufgabenfeldern in zahlreiche Abteilungen wie beispielsweise Investigations & Intelligence (deutsch etwa Ermittlungen und Information) oder Policing and Security (deutsch etwa Kontrolle und Sicherheit).
Daneben besteht die Grenzpolizei (hebräisch מִשְׁמַר הַגְּבוּל Mischmar HaGvul oder kurz מג״ב MaGa"V), die unter anderem eine besondere Verantwortung für die Terrorismusbekämpfung trägt und hierfür die Spezialeinheit JAMAM unterhält.
Der Leiter der Polizei (Nitzav bzw. Rav Nitzav)  wird von der israelischen Regierung auf Empfehlung des Ministers für innere Sicherheit berufen. Ihm steht ein Stellvertreter zur Seite.

## National Headquarters
Das Hauptquartier der israelischen Polizei ist das National Headquarters, es befindet sich in Kiryat Menachem Begin in Jerusalem.
Während der ersten zwei Jahrzehnte des Bestehens des Staates Israel, war das Hauptquartier der israelischen Polizei in Tel Aviv. Da die Größe der Organisation zunahm, wurde ein neues Stabsgebäude notwendig. Nach dem Sechs-Tage-Krieg wurde ein neuer Standort in Ostjerusalem, zwischen Skopus und dem westlichen Teil der Stadt, gewählt. Das Gebäude, zunächst während der Zeit vor dem Sechs-Tage-Krieg unter jordanischer Besetzung Ostjerusalems als Krankenhaus geplant, wurde von dem Architekten Dan Eytan neu gestaltet und im Jahr 1973 eröffnet. Ein angebundenes zweites und größeres Gebäude wurde hinzugefügt. Das Gebäude des Ministeriums für Öffentliche Sicherheit wurde später neben dem Hauptquartier der israelischen Polizei errichtet.

## Amtsbezeichnungen

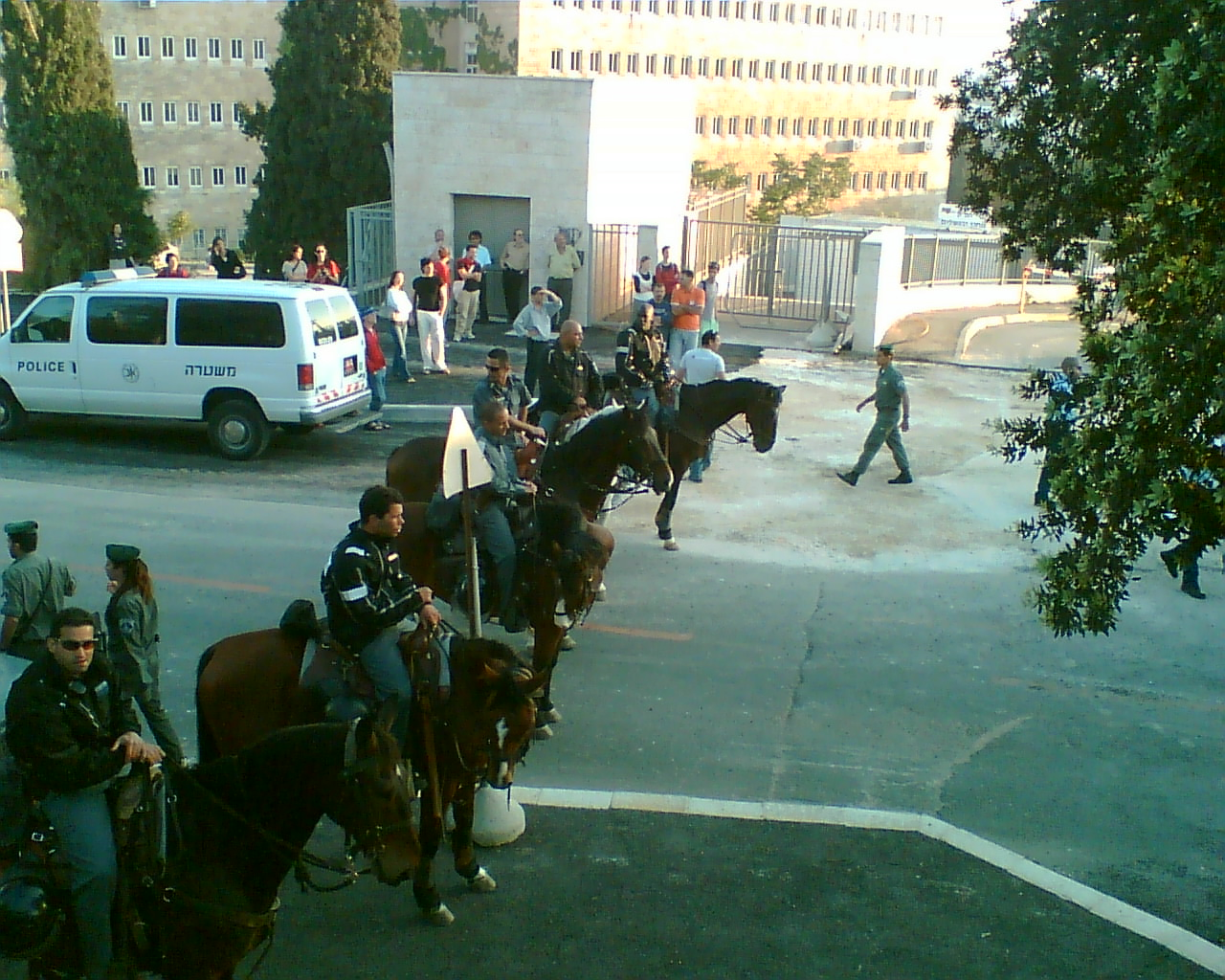
Berittene Polizei

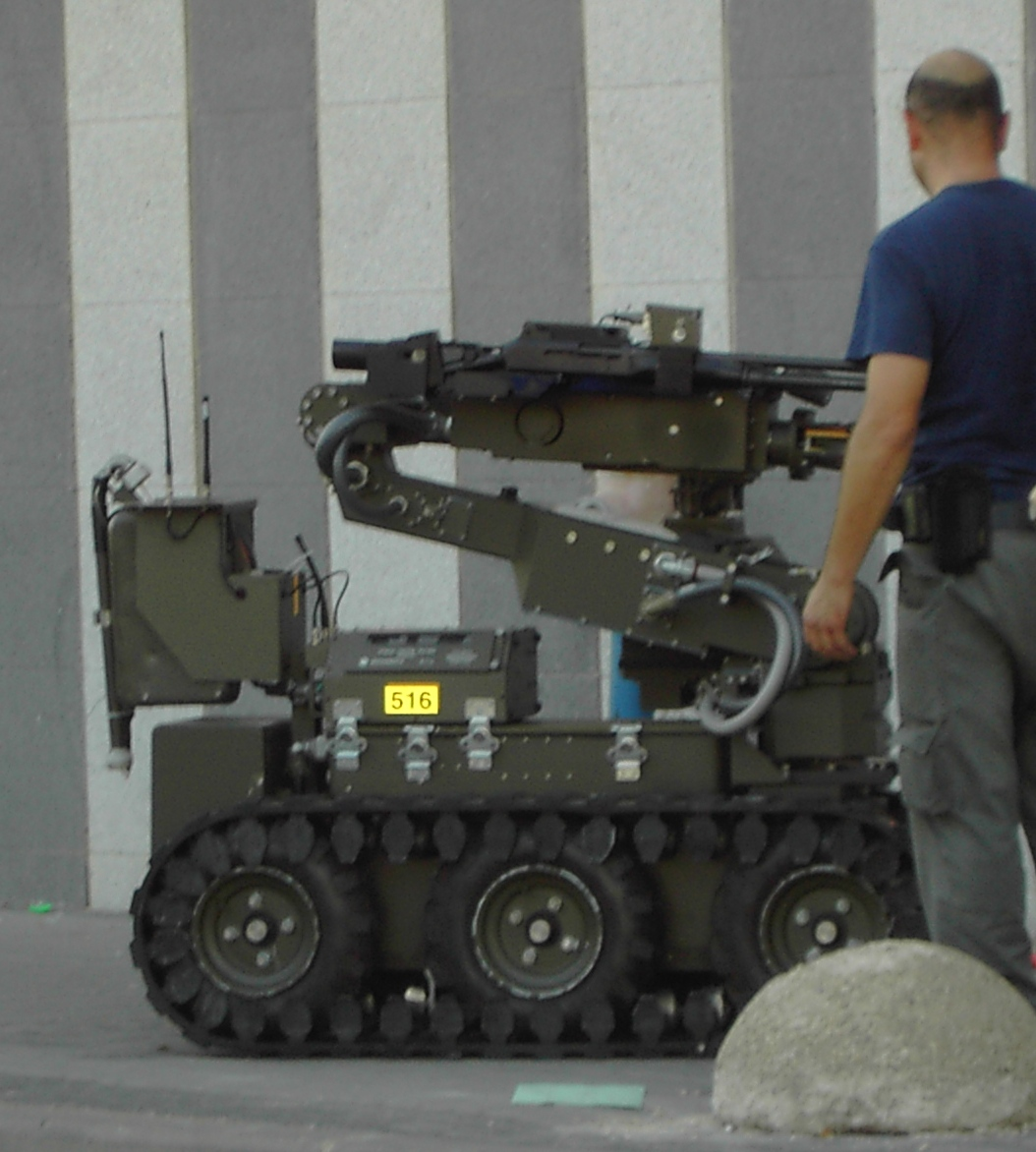
Bombenentschärfungsroboter in Afula, 2006

| Deutsches Pendant                         | NATO-Rangcode                  | Amtsbezeichnung auf Hebräisch  | Transliteration der Amtsbezeichnung | Amtskennzeichen                |
| Einfacher und mittlerer Dienst            | Einfacher und mittlerer Dienst | Einfacher und mittlerer Dienst | Einfacher und mittlerer Dienst      | Einfacher und mittlerer Dienst |
| ----------------------------------------- | ------------------------------ | ------------------------------ | ----------------------------------- | ------------------------------ |
| Polizeianwärter                           | (OR-2)                         | שוטר                           | Schoṭer                             |                                |
| Polizeiwachtmeister                       | (OR-3)                         | רב שוטר                        | Rav Schoṭer                         |                                |
| Polizeioberwachtmeister                   | (OR-4)                         | סמל שני                        | Samal Scheni                        |                                |
| Polizeihauptwachtmeister                  | (OR-5)                         | סמל ראשון                      | Samal Rischon                       |                                |
| Polizeimeister                            | (OR-6)                         | רב סמל                         | Rav Samal                           |                                |
| Polizeiobermeister                        | (OR-7)                         | רב סמל ראשון                   | Rav Samal Rischon                   |                                |
| Polizeihauptmeister                       | (OR-8)                         | רב סמל מתקדם                   | Rav Samal Mitkaddem                 |                                |
| Erster Polizeihauptmeister                | (OR-9)                         | רב סמל בכיר                    | Rav Samal Bachir                    |                                |
| Erster Polizeihauptmeister mit Amtszulage | (OR-9)                         | רַב נַגָּד                         | Rav Naggad                          |                                |
| Gehobener und höherer Dienst              |                                |                                |                                     |                                |
| Polizeikommissar                          | (OF-1a)                        | מפקח משנה                      | Mefaḳḳeʿach Mischneh                |                                |
| Polizeioberkommissar                      | (OF-1b)                        | מפקח                           | Mefaḳḳeʿach                         |                                |
| Polizeihauptkommissar                     | (OF-2)                         | פַּקָּד                            | Paḳḳad                              |                                |
| Polizeirat                                | (OF-3)                         | רַב פַּקָּד                         | Rav Paḳḳad                          |                                |
| Polizeioberrat                            | (OF-4)                         | סגן ניצב                       | Segen Nitzav                        |                                |
| Polizeidirektor                           | (OF-5)                         | ניצב משנה                      | Nitzav Mischneh                     |                                |
| Erste Polizeidirektor                     | (OF-6)                         | תת ניצב                        | Tat Nitzav                          |                                |
| Polizeivizepräsident                      | (OF-7)                         | ניצב                           | Nitzav                              |                                |
| Polizeipräsident                          | (OF-8)                         | רב ניצב                        | Rav Nitzav                          |                                |